# Marie Hammer
Marie Signe Hammer (født Jørgensen 20. marts 1907, død 2002) var en dansk zoolog og Dr.Phil. med speciale i mosmider (Oribatider). I løbet af hendes ca. 50 år lange forskningskarriere foretog hun talrige ekspeditioner til store dele af verden.

## Uddannelse og doktorafhandlingen
Marie Hammer blev student fra Rungsted Statsskole i 1926 og begyndte at læse zoologi ved Københavns Universitet. I 1932 blev hun magister i zoologi, hvilket var usædvanligt som kvinde, og skulle prøve at finde arbejde. Men under depressionen var der ikke mange muligheder og Hammer tog en række småjobs. Hun arbejdede bl.a. med at sortere snegle og muslinger fra Lauge Kochs ekspeditioner til Østgrønland. Hammer havde allerede beskæftiget sig med mosmider under en ekspedition til Island i starten af 1930érne og nu arbejdede hun også med mosmider fra Kochs ekspeditioner.
Marie Hammer blev tilbudt en tre-års kontrakt på et projekt om "bekæmpelse af stuefluen" ved Landbohøjskolen, men afslog uden at have nogen konkrete planer. Men hun ønskede at rejse til Grønland. Hammer taget kontakt til Knud Rasmussen, der skulle på sin 7. Thuleekspedition, hvor de bl.a. optog Palos Brudefærd. Knud Rasmussen lod Hammer deltage og det var hun dybt taknemmelig for; hun dedikerede sin doktorafhandling til Knud Rasmussen og hele 7. Thuleekspedition er takket i hendes erindringsbog, "Forsker i Fem Verdensdele" (1981).
På Grønland indsamlede Hammer et stort materiale af mosmider og springhaler. Det materiale, inklusive hendes viden fra Koch-samlingerne, dannede grundlag for hendes doktorafhandling "Studies on the Oribatids and Collemboles in Greenland" der blev forsvaret 22. december 1944 - 11 år efter Thuleekspeditionen. På baggrund af ca. 150.000 dyr, som alle var blevet undersøgt vha. et mikroskop, påviste hun forskellige dyresamfund, hvor yngletiden varierede med biotopens fugtighed. Ifølge Hammer selv var det vigtigste dog spørgsmålet om Grønlands dyreliv; hvor kom det fra? Amerika eller Europa? Hammer diskuterede en række muligheder og antydede Alfred Wegeners kontinentaldriftsteori, der endnu ikke var bredt anerkendt.